# Charles Sidney Winder
Pour les articles homonymes, voir Sidney et Winder.
Charles Sidney Winder (18 octobre 1829 - 9 août 1862), est un officier de carrière de l'armée des États-Unis et un général confédéré lors de la guerre de Sécession. Il est tué au combat lors de la bataille de Cedar Mountain.

## Avant la guerre
Winder naît dans la ville d'Easton dans le comté de Talbot, Maryland, neveu du futur officier de la marine américaine Franklin Buchanan et cousin au deuxième degré du futur général confédéré John H. Winder. Il suit sa scolarité au St John's College, également situé dans le Maryland. Puis, en 1846, il entre à l'académie militaire américaine de West Point, et est diplômé vingt-deuxième sur une promotion de 44 cadets en 1850. Il est breveté second lieutenant dans le 4th U.S. Artillery. Exactement un an après son départ de West Point, Winder est promu second lieutenant dans le 3rd U.S. Artillery le 1er juillet 1851.
Winder sert en tant qu'adjudant régimentaire du 3rd du 4 avril 1854 au 3 mars 1855, avec une promotion en premier lieutenant survenant le 5 avril 1854. En 1854, alors en route pour la Californie, le navire sur lequel il est à bord, le San Francisco, est frappé par un ouragan. Pour sa bravoure face à cette crise, Winder est promu capitaine dans le 9th U.S. Infantry le 3 mars 1855, à l'âge relativement jeune de vingt-six ans.
Plus tard, il participe à des actions contre les amérindiens dans le territoire de Washington. Lors du déclenchement des hostilités entre le Nord et le Sud, il démissionne de l'armée en 1861.

## Guerre de Sécession
Winder démissionne de sa commission de l'armée américaine le 1er avril 1861, et est nommé capitaine d'artillerie dans l'armée confédérée, le 16 mars, puis est rapidement promu commandant plus tard à la même date. Il est nommé colonel du 6th South Carolina le 8 juillet le conduisant à la proéminence dans l'armée confédérée.
Il est promu brigadier général le 1er mars 1862, et est affecté à la vallée de la Shenandoah, sous le commandement de Stonewall Jackson. Ayant récemment traduit en cour martiale le brigadier général Richard B. Garnett, Jackson place Winder au commandement de son ancienne brigade. Ceci, combiné avec la réputation de Winder d'être strict sur la discipline, est très peu apprécié par les officiers et des hommes maintenant sous ses ordres. En fait, l'animosité envers lui est si générale, qu'en août 1862, la rumeur se répand largement que Winder sera abattu par l'un de ses propres hommes lors de la prochaine bataille.

### Cedar Montain et mort

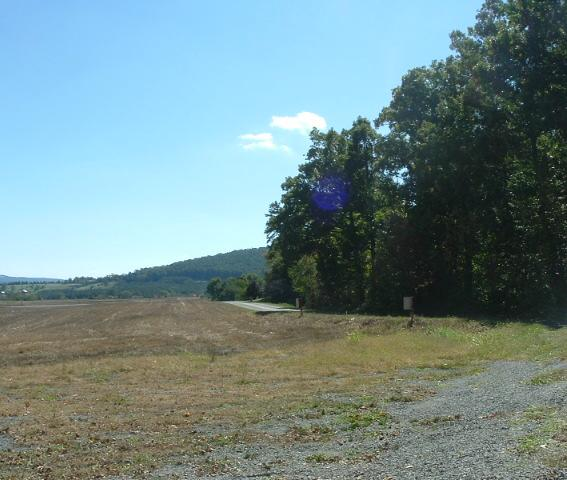
Localisation approximative du champ de bataille de Cedar Mountain où le général WInder était debout quand il est mortellement blessé par un obus de l'Union. Face au sud.

Le 9 août 1862, Winder conduit ses hommes à la bataille de Cedar Mountain, sur le flanc gauche de la ligne confédérée. Il le fait en dépit du fait qu'il est malade depuis plusieurs jours, et au mépris de l'ordre d'un chirurgien de se reposer. Il dirige personnellement le tir d'une batterie lorsqu'un obus de l'Union le frappe à son côté gauche, horriblement mutilé. Emmené vers l'arrière sur une civière, Winder meurt plus tard dans la soirée.
Winder est d'abord enterré dans les environs d'Orange Court House, avant d'être exhumé et transporté à Richmond. Là, des funérailles nationales sont données en son honneur, suivie par la ré-inhumation dans le cimetière d'Hollywood. Trois ans plus tard, sa famille fait de nouveau retirer son corps, cette fois, pour être définitivement enterré dans le cimetière familial à Wye House, situé près de sa ville natale d'Easton, dans le Maryland.

Dans son rapport officiel de la bataille, Stonewall Jackson, déplore la perte du général Winder, écrivant, 

« il est difficile avec la réserve appropriée à un rapport officiel de rendre justice aux mérites de cet officier accompli. Exhorter par le chef des médecins de ne pas prendre part aux mouvements aujourd'hui en raison de son état de santé alors affaibli, son patriotisme ardent et sa fierté militaire ne pouvaient supporter une telle contrainte. Richement doté avec ces qualités d'esprit et de corps qui conviennent à un officier pour commander et qui attire l'admiration et excite l'enthousiasme des troupes, il a rapidement atteint le sommet de sa profession. Sa perte a été sévèrement ressentie,. »